# الداخلة (فرع العدين)

تعديل مصدري - تعديل

الداخلة محلة تابعة لقرية وادي المكارمة، التابعة لعزلة الاخماس بمديرية فرع العدين إحدى مديريات محافظة إب في الجمهورية اليمنية، بلغ تعداد سكانها 311 حسب تعداد اليمن لعام 2004.